# ウィリアム・スタッフォード (第4代スタッフォード伯)
第4代スタッフォード伯爵ウィリアム・スタッフォード（英: William Stafford, 4th Earl of Stafford、 1375年9月21日 - 1395年4月6日）は、イングランドの貴族。

## 生涯
第2代スタッフォード伯爵ヒュー・ド・スタッフォード（1344年頃 - 1386年10月16日）の三男として生まれた。兄トマスが1390年に伯爵位を継承したが、トマスは1392年に子供がないまま死去し、爵位はウィリアムが継承した。しかし、ウィリアムは未成年であり、亡くなった兄の義父であるグロスター公トマスの後見のもと、スタッフォード家の領地は「高官と法律家の集団」により管理されていた。
1395年4月6日、エセックスのプレシーで病死したが未成年であった。ケントのトンブリッジに埋葬された。ウィリアムも子供がないまま死去したため、爵位は四男のエドマンドが継承し、彼が第5代スタッフォード伯爵となった。